# I Love Trouble
I Love Trouble is een Amerikaanse romantische filmkomedie uit 1994 onder regie van Charles Shyer, die samen met Nancy Meyers ook het scenario schreef. De hoofdrollen worden vertolkt door Nick Nolte en Julia Roberts.

## Verhaal
Peter Brackett en Sabrina Peterson werken als concurrerende journalisten in Chicago. Wanneer een trein verongelukt, strijden ze om het beste artikel. Uiteindelijk besluiten ze samen te werken om te onderzoeken wat er echt gebeurd is.

## Rolverdeling
| Acteur               | Personage             |
| -------------------- | --------------------- |
| Nick Nolte           | Peter Brackett        |
| Julia Roberts        | Sabrina Peterson      |
| Saul Rubinek         | Sam Smotherman        |
| James Rebhorn        | Mando                 |
| Robert Loggia        | Matt                  |
| Kelly Rutherford     | Kim                   |
| Olympia Dukakis      | Jeannie               |
| Marsha Mason         | Senator Gayle Robbins |
| Eugene Levy          | Ray                   |
| Charles Martin Smith | Rick Medwick          |
| Dan Butler           | Wilson Chess          |
| Clark Gregg          | Darryl Beekman, Jr.   |